# Paranormologie
Paranormologie (altgr. para ,neben‘, lat. norma ,Norm‘ und altgr. logos ,Rede, Wort‘) wurde 1969 von Andreas Resch zur Bezeichnung jener Grenzgebiete der Wissenschaft eingeführt, die sich mit der Untersuchung von Vorgängen beschäftigt, die von den bekannten Naturprozessen bzw. den anerkannten Vorstellungsmustern der Deutung von Welt und Mensch abweichen oder abzuweichen scheinen. Im allgemeinen Sprachgebrauch werden die zugehörigen Phänomene als Psi-Phänomene bezeichnet und dem Gebiet der Parapsychologie zugewiesen. Mittlerweile wird die Untersuchung der so gekennzeichneten Phänomene zunehmend als Anomalistik bezeichnet.